# ساپی
ساپی (انگلیسی: Sappi) شرکت کاغذ در آفریقای جنوبی است، که در سال ۱۹۳۶ تأسیس شد.